# Чайдинский сельсовет
Чайдинский сельсовет — упразднённые административно-территориальная единица и муниципальное образование (сельское поселение) в Пировском районе Красноярского края.
Административный центр — посёлок Чайда.
Выделен в 1989 году из Кетского сельсовета.
28 декабря 2019 года сельское поселение было упразднено в связи с преобразование Пировского муниципального района в муниципальный округ. На уровне административно-территориального устройства соответствующий сельсовет был упразднён со 2 августа 2021 года в связи с преобразованием Пировского района в Пировский округ.

## История
Статус и границы сельского поселения установлены Законом Красноярского края от 28 января 2005 года № 13-2900 «Об установлении границ и наделении соответствующим статусом муниципального образования Партизанский район и находящихся в его границах иных муниципальных образований»

## Население
| 2010 | 2012 | 2013 | 2014 | 2015 | 2016 | 2017 |
| ---- | ---- | ---- | ---- | ---- | ---- | ---- |
| 213  | ↘190 | ↘166 | ↘158 | ↗164 | ↘150 | ↘139 |

## Состав сельского поселения
В состав сельского поселения входит один населённый пункт — посёлок Чайда.

## Местное самоуправление
Чайдинский сельский Совет депутатов
Дата избрания: 04.08.2013. Срок полномочий: 5 лет. Количество депутатов: 7
Глава муниципального образования
- Ардашева Татьяна Николаевна